# Kaija Vahtra
Kaija Vahtra (* 4. Dezember 1986 in Võru, damals Estnische Sozialistische Sowjetrepublik, Sowjetunion; gebürtig Kaija Udras) ist eine ehemalige estnische Skilangläuferin.

## Sportliche Karriere
Vahtra wurde 2005 erstmals im Skilanglauf-Weltcup eingesetzt. In Otepää belegte sie über 10 Kilometer klassisch den 45. und somit letzten Platz. Auch bei den Juniorenweltmeisterschaften 2005 in Rovaniemi konnte sie keine nennenswerten Erfolge verbuchen. Ihr bestes war der 33. Platz im Sprintwettbewerb. In der Saison 2006/07 startete Vahtra vorwiegend im Scandinavian Cup. Im heimischen Jõulumäe gelang es ihr mit Platz 24 über 5 Kilometer klassisch erstmals unter die besten 30 Athleten vorzustoßen. Am Ende der Saison startete sie in Pragelato bei der Winter-Universiade, wo sie den 36. Platz über 5 Kilometer Freistil belegte. In der darauffolgenden Saison erreichte sie wiederum in Jõulumäe mit Platz 13 über 10 Kilometer klassisch ihr bestes Saisonresultat im Scandinavian Cup. Bei ihrem dritten Einsatz im Weltcup über 10 Kilometer klassisch in Otepää verbesserte sie die Resultate der letzten Jahre und belegte Platz 39 von 57 Starterinnen. Bei FIS-Rennen in Albu erreichte sie mit Platz drei über 4,5 Kilometer klassisch hinter Manuela Henkel ihre erste Podiumsplatzierung in einem internationalen Rennen. Bei den U23-Weltmeisterschaften belegte sie den 34. Platz im Sprint, den 36. Platz über 10 Kilometer klassisch und den 42. Platz über 15 Kilometer Freistil (Massenstart). Im Sommer 2008 erkämpfte sie beim gut besetzten Rollerski-Wettbewerb in Otepää beim Sieg von Justyna Kowalczyk den zehnten Platz im Sprint. Beim FIS-Rennen in Muonio, das als Standortbestimmung für die kommende Weltcupsaison gilt, belegte sie im Sprint Platz 10, woraufhin sie für den Weltcupauftakt in Kuusamo nominiert wurde. Als 45. in der Qualifikation des Sprints verpasste sie die Finalläufe jedoch deutlich. Auch in Düsseldorf und Otepää erreichte sie als 44. bzw. 37. nicht das Viertelfinale. Im Scandinavian Cup gelang ihr in Keuruu der Sieg in der Qualifikation des Sprintwettbewerbs, wo sie jedoch schon im Viertelfinale scheiterte. Bei den U23-Weltmeisterschaften in Le Praz-de-Lys-Sommand erreichte sie das Halbfinale im Sprint und belegte Platz zehn in der Endabrechnung. Nach zwei weiteren guten Platzierungen im Scandinavian Cup in Mammaste und Riga wurde Vahtra für die Nordischen Skiweltmeisterschaften 2009 in Liberec nominiert. Bei ihrem ersten Start über den 10 Kilometer klassisch wurde sie 54. von 71 Starterinnen. Im Sprintwettbewerb, der im Freistil ausgetragen wurde, gelang es ihr mit der sechzehnten Zeit, die Finalläufe zu erreichen. Sie schied jedoch schon im Viertelfinale aus, erreichte jedoch mit Platz 22, die beste Platzierung einer estnischen Sportlerin bei den Weltmeisterschaften in Liberec. Im Teamsprint startete sie zusammen mit Kaili Sirge. Das Duo schied im Halbfinale aus und belegte den zwölften Platz. Mit der estnischen Staffel blieb nur der 15. und damit letzten Rang. Ihre ersten Weltcuppunkte gewann Vahtra kurze Zeit später beim Weltcup in Lahti. Nachdem sie Platz sechs in der Qualifikation belegt hatte, schied sie jedoch schon im Viertelfinale aus und belegte den 26. Platz. Auch bei ihrem ersten Einsatz in der Saison 2009/10 qualifizierte sie sich für das Viertelfinale. Nach dem 29. Platz in Kuusamo konnte sie sich beim Sprint im slowenischen Rogla deutlich steigern und erkämpfte mit Platz 19 ihr bisher bestes Karriereresultat. Bei den estnischen Meisterschaften gewann sie die Goldmedaille im Sprint in der klassischen Technik und im Verfolgungswettbewerb über 15 Kilometer. Diese guten Saison-Resultate sicherten ihr einen Platz in der estnischen Nationalmannschaft bei den Olympischen Winterspielen 2010 in Vancouver. Dort verpasste sie als 31. ganz knapp die Qualifikation für die Finalläufe. Im Verfolgungswettbewerb gab sie wie auch ihre berühmte Landsfrau Kristina Šmigun-Vähi noch während der klassischen Teildisziplin aufgrund von Materialproblemen frühzeitig das Rennen auf. Im Teamsprint belegte sie zusammen mit Triin Ojaste den 14. Platz. Trotz Schwangerschaft nahm Vahtra an den Nordischen Skiweltmeisterschaften 2011 in Oslo teil. Wo sie als 65. in der Qualifikation des Sprintwettbewerbs jedoch klar die Finalläufe verpasste.
Nach der Geburt ihres Sohnes im Sommer 2011 wird Vahtra in der Saison 2011/12 keine Wettkämpfe bestreiten. In der Saison 2012/13 nahm sie nochmals am Weltcup teil und belegte bei den Nordischen Skiweltmeisterschaften 2013 im Val di Fiemme den 67. Platz im Sprint, den 52. Rang im Skiathlon sowie den 13. Platz mit der Staffel. Ihr letztes Weltcuprennen bestritt sie im Dezember 2013 in Davos, welches sie auf dem 60. Platz im Sprint beendete.

## Privatleben
Im Frühjahr 2011 heiratete sie den estnischen Skilangläufer Eeri Vahtra. 2011 kam der gemeinsame Sohn Eerik zur Welt.